# Giacomo II Crispo
Giacomo II Crispo (1426 – 1447) fu il tredicesimo duca del Ducato di Nasso dal 1433.

## Biografia
Figlio di Giovanni II Crispo e di Francesca Morosini. Divenne duca alla morte del padre nel 1433.
Ha sposato nel 1444 Ginevra Gattilusio, figlia di Dorino I Gattilusio (signore di Lesbo, e ha avuto due figli:
- Elisabetta Crispo (1445 - ?), sposò Dorino II Gattilusio
- Gian Giacomo Cispo